# Darabani
Darabani est une ville du județ de Botoșani, en Moldavie occidentale (Roumanie). C'est la ville la plus au nord du pays. Elle est le siège administratif des villages Bajura, Eșanca et Lișmănița.

## Démographie
Lors du recensement de 2011, 95,35 % de la population se déclarent roumains (0,04 % déclarent une autre appartenance ethnique et 4,6 % ne déclarent pas d'appartenance ethnique).

## Politique
| Parti | Parti                                      | Sièges |
| ----- | ------------------------------------------ | ------ |
|       | Parti social-démocrate (PSD)               | 7      |
|       | Parti national libéral (PNL)               | 7      |
|       | Alliance des libéraux et démocrates (ALDE) | 1      |
|       | Indépendants                               | 2      |